# Relais 4 × 400 mètres féminin aux championnats du monde d'athlétisme 2023
Pour des articles plus généraux, voir Championnats du monde d'athlétisme 2023 et Relais 4 × 400 mètres aux championnats du monde d'athlétisme.
Navigation
Eugene 2022 Tokyo 2025
L'épreuve du relais 4 × 400 mètres féminin des championnats du monde de 2023 se déroule les 26 et 27 août 2023 au sein du Centre national d'athlétisme à Budapest, en Hongrie.

## Qualification
Les 8 nations finalistes du relais 4 × 400 m féminin des championnats du monde 2022 sont automatiquement qualifiés pour ces championnats du monde 2023. Les autres nations sont qualifiées par le biais du classement mondial World Athletics, la période de qualification est comprise entre le 31 juillet 2022 et le 30 juillet 2023.

## Engagés
| - États-Unis - Cuba - Royaume-Uni - Nigeria - Jamaïque - Botswana - France - Espagne - Irlande | - Pays-Bas - Suisse - Pologne - Allemagne - Italie - Canada - Belgique - Hongrie |

## Résultats

### Séries
Les 3 premières de chaque série (Q) aet les 2 meilleurs temps (q) se qualifient pour la finale
| Rang | Série | Couloir | Pays        | Athlètes                                                                                  | Temps         | Notes  |
| ---- | ----- | ------- | ----------- | ----------------------------------------------------------------------------------------- | ------------- | ------ |
| 1    | 1     | 8       | Jamaïque    | Charokee Young, Nickisha Pryce, Shiann Salmon, Stacey-Ann Williams                        | 3 min 22 s 74 | Q, WL  |
| 2    | 1     | 6       | Canada      | Zoe Sherar, Aiyanna Stiverne, Kyra Constantine, Grace Konrad                              | 3 min 23 s 29 | Q, SB  |
| 3    | 2     | 3       | Royaume-Uni | Laviai Nielsen, Amber Anning, Nicole Yeargin, Yemi Mary John                              | 3 min 23 s 33 | Q, SB  |
| 4    | 2     | 5       | Belgique    | Naomi van den Broeck, Imke Vervaet, Hanne Claes, Helena Ponette                           | 3 min 23 s 63 | Q, SB  |
| 5    | 1     | 3       | Pays-Bas    | Eveline Saalberg, Cathelijn Peeters, Lisanne de Witte, Femke Bol                          | 3 min 23 s 75 | Q, SB  |
| 6    | 2     | 4       | Italie      | Alice Mangione, Ayomide Folorunso, Alessandra Bonora, Giancarla Trevisan                  | 3 min 23 s 86 | Q, NR  |
| 7    | 1     | 2       | Pologne     | Alicja Wrona-Kutrzepa, Marika Popowicz-Drapała, Patrycja Wyciszkiewicz, Natalia Kaczmarek | 3 min 24 s 05 | q, SB  |
| 8    | 2     | 6       | Irlande     | Sophie Becker, Roisin Harrison, Kelly McGrory, Sharlene Mawdsley                          | 3 min 26 s 18 | q, SB  |
| 9    | 1     | 5       | France      | Amandine Brossier, Louise Maraval, Sounkamba Sylla, Camille Séri                          | 3 min 27 s 50 | qR, SB |
| 10   | 1     | 4       | Allemagne   | Luna Thiel, Alica Schmidt, Mona Mayer, Carolina Krafzik                                   | 3 min 27 s 74 | SB     |
| 11   | 2     | 2       | Hongrie     | Evelin Nadhazy, Bianka Kéri, Fanni Rapai, Janka Molnar                                    | 3 min 27 s 79 | NR     |
| 12   | 2     | 9       | Suisse      | Giulia Senn, Julia Niederberger, Rachel Pellaud, Catia Gubelmann                          | 3 min 29 s 07 | SB     |
| 13   | 2     | 1       | Cuba        | Zurian Hechavarria, Lisneidy Veitia, Rose Mary Almanza, Roxana Gómez                      | 3 min 29 s 70 |        |
| 14   | 2     | 8       | Botswana    | Lydia Jele, Oratile Nowe, Galefele Moroko, Obakeng Kamberuka                              | 3 min 31 s 85 |        |
| 15   | 1     | 1       | Espagne     | Eva Santidrian, Herminia Parra, Laura Bueno, Barbara Camblor                              | 3 min 31 s 91 |        |
|      | 2     | 7       | États-Unis  | Lynna Irby, Rosey Effiong, Quanera Hayes, Alexis Holmes                                   | DQ            | TR24.7 |
|      | 1     | 7       | Nigeria     | Ella Onojuvwevwo, Patience Okon George, Opeyemi Deborah Oke, Imaobong Nse Uko             | DQ            | TR24.6 |

### Finale
| Rang               | Couloir | Pays            | Athlètes                                                                                                | Temps         | Notes |
| ------------------ | ------- | --------------- | --- | ------------- | ----- |
| Médaille d'or      | 9       | Pays-Bas        | Eveline Saalberg, Lieke Klaver, Cathelijn Peeters, Femke Bol                                            | 3 min 20 s 72 | WL NR |
| Médaille d'argent  | 8       | Jamaïque        | Candice McLeod, Janieve Russell, Nickisha Pryce, Stacey Ann Williams                                    | 3 min 20 s 88 | SB    |
| Médaille de bronze | 7       | Grande-Bretagne | Laviai Nielsen, Amber Anning, Ama Pipi, Nicole Yeargin                                                  | 3 min 21 s 04 | SB    |
| 4                  | 5       | Canada          | Zoe Sherar (de), Aiyanna Stiverne, Kyra Constantine, Grace Konrad (de)                                  | 3 min 22 s 42 | SB    |
| 5                  | 6       | Belgique        | Helena Ponette, Imke Vervaet, Hanne Claes, Camille Laus                                                 | 3 min 22 s 84 | SB    |
| 6                  | 2       | Pologne         | Alicja Wrona-Kutrzepa (pl), Marika Popowicz-Drapała, Patrycja Wyciszkiewicz-Zawadzka, Natalia Kaczmarek | 3 min 24 s 93 |       |
| 7                  | 4       | Italie          | Alice Mangione, Anna Polinari, Alessandra Bonora, Giancarla Trevisan                                    | 3 min 24 s 98 |       |
| 8                  | 3       | Irlande         | Sophie Becker, Róisín Harrison, Kelly McGrory, Sharlene Mawdsley                                        | 3 min 27 s 08 |       |
| 9                  | 1       | France          | Amandine Brossier, Louise Maraval, Marjorie Veyssiere, Camille Séri                                     | 3 min 28 s 35 |       |

## Légende
Records et Performances
- AR : Record continental (area record)
- CR : Record des championnats (championship record)
- MR : Record du meeting (meet record)
- NR : Record national (national record)
- OR : Record olympique (olympic record)
- PR : Record paralympique (paralympic record)
- PB : Record personnel (personal best)
- SB : Meilleure performance personnelle de la saison (season's best)
- WL : Meilleure performance mondiale de l'année (world leader)
- WJR : Record du monde junior (world junior record)
- WR : Record du monde (world record)

Circonstances et Conditions
- DNF : N'a pas terminé (did not finish)
- DNS : N'a pas pris le départ (did not start)
- DQ : Disqualification (disqualification)
- NM : Aucun essai valable enregistré (No Mark)
- Q : Qualifié « directement » au prochain tour (ou à la prochaine compétition), lors d'une compétition majeure, grâce au classement ou à la réalisation des minima (automatic qualifier)
- q : Qualifié au prochain tour (ou à la prochaine compétition), lors d'une compétition majeure, grâce au repêchage ou à la réalisation de l'une des meilleures performances parmi celles des « non qualifiés directement » (grâce au meilleur temps ou à la meilleure distance par exemple) (secondary qualifier)